# مزرعة واسعة

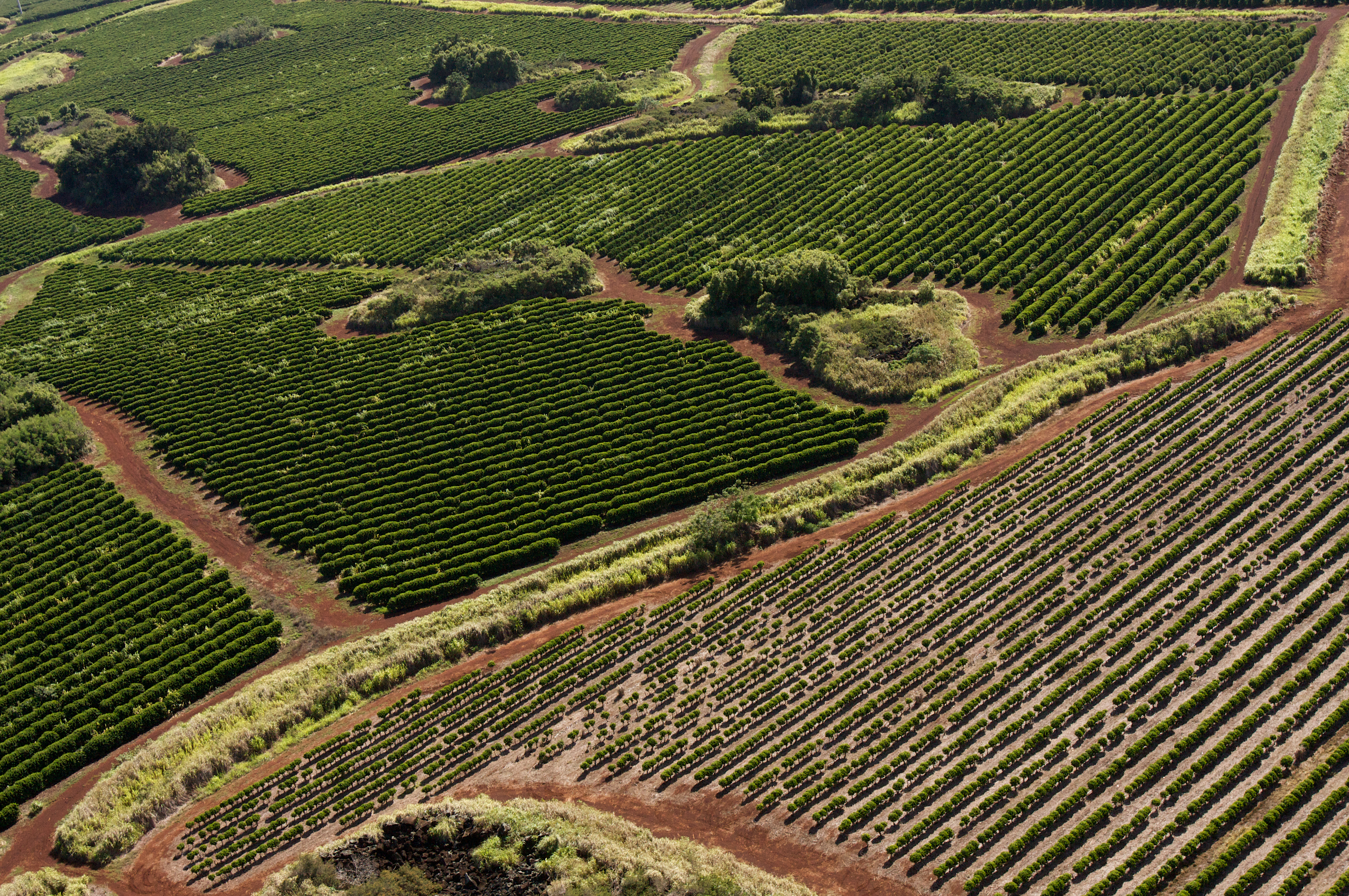
مزارع واسعة للبن في هاواي.

المزرعة الواسعة : هي مساحة واسعة وطويلة تم تسويتها واستحداثها بطرق صناعية لتكون إما غابة أو مزرعة كبيرة أو أرض صالحة للزراعة. تزرع المحاصيل فيها للحصول على إنتاج كبير . وغالبا يكون الإنتاج للتصدير إلى أسواق بعيدة وليس من أجل الاستهلاك المحلي في الموقع. تتم الزراعة في المزارع الواسعة على نطاق كبير كلما كانت المحاصيل التي تزرع هي لأغراض تجارية.
من أمثال تلك المحاصيل القطن و البن و الصنوبر و الموز والقمح والذرة , و الشاي و الكاكاو و الزيتون و البرتقال و قصب السكر وغيرها، ويكون الزرع فيها من صنف واحد.

## مزارع الغابات الواسعة
أُنشِئت مزارع واسعة صناعية لإنتاج كميات كبيرة من الخشب خلال فترة قصيرة من الزمن. تتولى زراعة تلك المزارع الواسعة السلطات الحراجية في البلاد، (على سبيل المثال: لجنة الحراج في بريطانيا) و/أو مصانع الخشب والورق، وغيرهم من مالكي الأراضي الخاصة (مثل شركات وييرهاوزر، ورايونيير، وسييرا باسيفيك إنداستريز في الولايات المتحدة، وإيجا بالب أند بيبر في إندونيسيا). غالبًا ما تُزرع أشجار عيد الميلاد أيضًا في مزارع واسعة. في جنوب وجنوب شرق آسيا، استُبدلت الغابات الطبيعية مؤخرًا بمزارع الساج الكبير الواسعة.
تُدار المزارع الواسعة الصناعية بشكل كبير من أجل الإنتاج التجاري لمنتجات الغابة. تكون المزارع الواسعة الصناعية عادة واسعة النطاق. تكون المجموعات الفردية عادة متماثلة في العمر وتتكون غالبًا من نوع أو نوعين فقط. يمكن أن تكون تلك الأنواع مُدخَلة أو محلية. تكون النباتات المُستخدمة في المزارع الواسعة غالبًا مُعدلة وراثيًا لكي تعطي صفات مرغوبة مثل النمو ومقاومة الآفات والأمراض بشكل عام، وصفات خاصة مثل حالة الأنواع الخشبية، حجم الخشب واستقامة الساق. موارد الغابة الوراثية هي أساس التعديلات الوراثية. تُعد النباتات المُنتخبة المزروعة في مزارع إكثار البذور مصدرًا جيدًا للبذور لتطوير مواد زراعة مناسبة.
يكون إنتاج الخشب في مزارع الأشجار الواسعة بشكل عام أكبر مما في الغابات الطبيعية. يتراوح إنتاج الغابات التي تُدار لإنتاج الخشب ما بين 1 و 3 أمتار مكعبة للهكتار في السنة، بينما يكون الإنتاج في المزارع الواسعة التي تحوي أنواعًا سريعة النمو بين 20 و 30 متر مكعب أو أكثر للهكتار سنويًا. تمتلك مزرعة شوح كبير في كرايفينيان (اسكتلندا) معدل نمو يعادل 34 متر مكعب للهكتار في السنة، ويمكن أن تُنتج مزرعة صنوبر شعاعي في جنوب أستراليا حتى 40 متر مكعب للهكتار في السنة. في عام 2000، قُدِّرَت مساحة المزارع الواسعة الحراجية بما يعادل 5% من مساحة الغابات حول العالم، بينما قدِّر إنتاجها بما يقارب 35% من الخشب المستدير.

### دورة النمو
- في السنة الأولى، تُحضَّر الأرض عادة عن طريق الحرق ورش مبيدات الأعشاب و/أو الحراثة ومن ثم تُزرَع الشتلات بواسطة فريق بشري أو بواسطة الآلات. تُجلَب الشتلات عادة بكميات كبيرة من المشاتل الصناعية التي قد تكون متخصصة في التهجين الانتخابي من أجل إنتاج سلالات سريعة النمو ومقاومة للأمراض والآفات.
- في السنوات القليلة الأولى حتى انغلاق الظلة، يُعتَنى بالشتلات، وقد تُعفَّر أو تُرَش بالأسمدة أو مبيدات الحشرات إلى حين استقرارها.
- بعد انغلاق الظلة، تكون تيجان الأشجار ملامسة بعضها بعضًا، وتُصبح المزرعة كثيفة ومزدحمة، ويبطأ نمو الأشجار نتيجة المنافسة. تدعى هذه المرحة «المرحلة العمودية». عندما تُصبح المنافسة شديدةً (بالنسبة لأشجار الصنوبر، عندما يكون التاج الأخضر أقل من ثلث إجمالي طول الشجرة)، يكون الوقت قد حان لخفِّ ذلك الجزء. توجد طرائق عديدة للخف، ولكن عندما تسمح التضاريس، فإن الطريقة الأكثر شعبية هي «خف الصفوف»، التي تُزال فيها أشجار صف كامل كل ثلاثة أو أربعة أو خمسة صفوف، وتُترك ممرات دورية خالية داخل الجزء ليُصبح لدى الأشجار المتبقية مساحة للتمدد مجددًا. تُزال الأفرع الجانبية عن الأشجار المقطوعة، وتُرسل إلى طريق الغابة وتُحمَّل في الشاحنات وتُرسل إلى المنشرة. يكون قطر أشجار المزرعة النموذجي في المرحلة العمودية 7-30 سم على ارتفاع الصدر. قد لا تكون مثل تلك الأشجار مناسبة للخشب المنشور، ولكن تُستخدم لصناعة عجينة الورق وألواح ألياف الخشب منخفضة الكثافة (LDF) وألواح الرقائق الموجهة (OSB).
- مع نمو الأشجار وعندما تصبح كثيفة ومتزاحمة مجددًا، تُكرر عملية الخف. قد تكون الأشجار في هذه المرحلة كبيرة بما يكفي لتصنيع ألواح الخشب المنشور وذلك تبعًا لمعدل النمو ونوع الأشجار. في حال لم تكن كبيرة كفاية فإنها تُستخدم مجددًا لصناعة عجينة الورق والرقائق.

- تكون المزرعة ناضجة بعمر 10-60 سنة وينحدر معدل نموها (من الناحية الاقتصادية). هذا يعني أنها تجاوزت نقطة نمو الخشب الأعظمي للهكتار في السنة، وجاهزة للحصاد النهائي. تُقطع جميع الأشجار المتبقية وتُزال أفرعها الجانبية وتؤخذ للمعالجة.

تُنظف الأرض وتُعاد الدورة من جديد.
يمكن لبعض مزارع الأشجار (مثل أشجار الصنوبر والأوكاليبتوس) أن تكون تحت خطر حدوث حرائق شديد لأن الزيوت والصموغ الموجودة في أوراقها قابلة للاشتعال لدرجة تكون فيها الشجرة قابلة للانفجار تحت ظروف معينة. وعلى عكس ذلك، يُمكن تطهير مزرعة مصابة في بعض الحالات من الآفات بتكاليف رخيصة من خلال إحداث الحرائق العلاجية، التي تقتل جميع النباتات المنخفضة ولكن دون إلحاق أذية مهمة بالأشجار الناضجة.

### خسارة الغابات الطبيعية
يزعم العديد من الخبراء الحراجيين بأن إنشاء مزارع الأشجار الحراجية الواسعة سيقلل أو يعدم الحاجة لاستغلال الغابات الطبيعية لإنتاج الخشب. هذا صحيح من حيث المبدأ نظرًا إلى إنتاجية المزارع الحراجية الواسعة الكبيرة والحاجة فيها إلى مساحات أقل من الأراضي. يشير الكثيرون إلى مثال نيوزيلاندا، حيث يوفر ما يعادل 19% من مساحة الغابة 99% من احتياج صناعة الخشب المستدير. تُشير التقديرات إلى أنه يمكن تلبية الطلب العالمي على الأخشاب من خلال مزارع واسعة تُعادل مساحتها 5% من مساحة الغابات في العالم. ومع ذلك، تحل المزارع الواسعة مكان الغابات الطبيعية، ومن الأمثلة على ذلك في إندونيسيا. وفقًا لمنظمة الأغذية والزراعة (الفاو)، فإن ما يقارب 7% من الغابات الطبيعية المغلقة التي فُقِدَت في المناطق المدارية هي أراضٍ تُحوَّل إلى مزارع واسعة. 93% المتبقية من الغابات التي فُقِدَت هي أراضٍ تُحول للاستخدام الزراعي والاستخدامات الأخرى. يُنشَأ ما يُقدَّر بـ 15% من المزارع الواسعة في البلدان المدارية على أراضي غابات طبيعية ذات ظلة مغلقة.
توجد مقترحات في اتفاقية كيوتو تشجع استخدام المزارع الواسعة لخفض مستويات غاز ثاني أوكسيد الكربون (على الرغم من معارضة بعض المجموعات لهذه الفكرة نظرًا إلى أن غاز CO2 المحتجز سيُطلق في النهاية بعد الحصاد).

## وصلات خارجية
- اتجاهات جديدة في إنتاج الأخشاب الدائرية
- "Pulping the South" الانتقادات للمزارع الواسعة المستحدثة.
- حركة الغابات المطيرة